# Maniche
Nuno Ricardo de Oliveira Ribeiro (n. 11 noiembrie 1977, Lisabona, Portugalia), cunoscut ca Maniche (pronunție în portugheză [maˈniʃɨ]), este un fost fotbalist internațional portughez, care juca pe postul de mijlocaș central.
El a jucat în ligile superioare de fotbal din Portugalia, Rusia, Anglia, Spania, Italia și Germania. Între 2002 și 2004 a ajutat-o FC Porto să câștige Liga Campionilor 2003-2004, Cupa UEFA 2002-2003 și alte 6 trofee majore.
Maniche a adunat 53 de selecții la echipa națională de fotbal a Portugaliei, reprezentând țara la Euro 2004, unde a devenit vicecampion, și la Campionatul Mondial de Fotbal 2006.

## Palmares

### Club
Porto
- Liga Campionilor UEFA: 2003–04
- Cupa UEFA: 2002–03
- Cupa Intercontinentală: 2004
- Primeira Liga: 2002–03, 2003–04
- Taça de Portugal: 2002–03
- Supertaça Cândido de Oliveira: 2003, 2004

Chelsea
- Premier League: 2005–06

Inter
- Serie A: 2007–08

### Country
- Campionatul European de Fotbal

Finalist: 2004

### Individual
- FIFA World Cup All-Star Team: 2006
- UEFA Team of the Tournament: 2004

### Ordine
- Medalia Meritului, Order of the Immaculate Conception of Vila Viçosa (Casa de Braganza)[1]

## Goluri internaționale
| # | Dată              | Stadion                                         | Adversar       | Scor | Rezultat | Competiție                                             |
| - | ----------------- | ----------------------------------------------- | -------------- | ---- | -------- | ------------------------------------------------------ |
| 1 | 16 iunie 2004     | Estádio da Luz, Lisabona, Portugalia            | Rusia          | 1–0  | 2–0      | Euro 2004                                              |
| 2 | 30 iunie 2004     | Estádio José Alvalade, Lisabona, Portugalia     | Țările de Jos  | 2–0  | 2–1      | Euro 2004                                              |
| 3 | 17 noiembrie 2004 | Stade Josy Barthel, Luxemburg (oraș), Luxemburg | Luxemburg      | 0–3  | 0–5      | Calificările pentru Campionatul Mondial de Fotbal 2006 |
| 4 | 1 martie 2006     | Esprit Arena, Düsseldorf, Germania              | Arabia Saudită | 0–2  | 0–3      | Meci amical                                            |
| 5 | 21 iunie 2006     | Veltins-Arena, Gelsenkirchen, Germania          | Mexic          | 1–0  | 2–1      | Campionatul Mondial de Fotbal 2006                     |
| 6 | 25 iunie 2006     | Frankenstadion, Nürnberg, Germania              | Țările de Jos  | 1–0  | 1–0      | Campionatul Mondial de Fotbal 2006                     |
| 7 | 8 septembrie 2007 | Estádio da Luz, Lisabona, Portugalia            | Polonia        | 1–1  | 2–2      | Preliminariile Campionatului European de Fotbal 2008   |

## Statistici

### Club
|               |                 |                 | Campionat | Campionat | Cupă             | Cupă             | Cupa Ligii          | Cupa Ligii          | Continental | Continental | Total   | Total  |
| Sezon         | Club            | Campionat       | Meciuri   | Goluri    | Meciuri          | Goluri           | Meciuri             | Goluri              | Meciuri     | Goluri      | Meciuri | Goluri |
| Portugal      | Portugal        | Portugal        | Campionat | Campionat | Taça de Portugal | Taça de Portugal | Taça da Liga        | Taça da Liga        | Europa      | Europa      | Total   | Total  |
| ------------- | --------------- | --------------- | --------- | --------- | ---------------- | ---------------- | ------------------- | ------------------- | ----------- | ----------- | ------- | ------ |
| 1995–96       | Benfica         | Primeira Liga   | 0         | 0         |                  |                  |                     |                     |             |             |         |        |
| 1996–97       | Alverca         | Liga de Honra   | 23        | 2         |                  |                  |                     |                     |             |             |         |        |
| 1997–98       | Alverca         | Liga de Honra   | 29        | 5         |                  |                  |                     |                     |             |             |         |        |
| 1998–99       | Alverca         | Primeira Liga   | 26        | 3         |                  |                  |                     |                     |             |             |         |        |
| 1999–00       | Benfica         | Primeira Liga   | 28        | 10        | 1                | 1                | –                   | –                   | 6           | 1           | 35      | 12     |
| 2000–01       | Benfica         | Primeira Liga   | 26        | 1         | 4                | 1                | –                   | –                   | 2           | 0           | 32      | 2      |
| 2001–02       | Benfica         | Primeira Liga   | 0         | 0         | 0                | 0                | –                   | –                   | 0           | 0           | 0       | 0      |
| 2002–03       | Porto           | Primeira Liga   | 29        | 6         | 3                | 1                | –                   | –                   | 12          | 2           | 44      | 9      |
| 2003–04       | Porto           | Primeira Liga   | 31        | 7         | 5                | 1                | –                   | –                   | 12          | 3           | 50      | 11 1   |
| 2004–05       | Porto           | Primeira Liga   | 20        | 3         | 0                | 0                | –                   | –                   | 8           | 0           | 30      | 3 2    |
| Russia        | Russia          | Russia          | Campionat | Campionat | Cupa Rusiei      | Cupa Rusiei      | Cupa Ligii          | Cupa Ligii          | Europa      | Europa      | Total   | Total  |
| 2005          | Dinamo Moscova  | Prima Ligă Rusă | 12        | 2         |                  |                  |                     |                     |             |             |         |        |
| Anglia        | Anglia          | Anglia          | Campionat | Campionat | FA Cup           | FA Cup           | League Cup          | League Cup          | Europa      | Europa      | Total   | Total  |
| 2005–06       | Chelsea         | Premier League  | 8         | 0         | 0                | 0                | 3                   | 0                   | 0           | 0           | 11      | 0      |
| Spain         | Spain           | Spain           | Campionat | Campionat | Copa del Rey     | Copa del Rey     | Supercopa de España | Supercopa de España | Europa      | Europa      | Total   | Total  |
| 2006–07       | Atlético Madrid | La Liga         | 28        | 4         | 2                | 0                | –                   | –                   | 0           | 0           | 30      | 4      |
| 2007–08       | Atlético Madrid | La Liga         | 15        | 2         | 0                | 0                | –                   | –                   | 7 3         | 0           | 22      | 2      |
| Italia        | Italia          | Italia          | Campionat | Campionat | Coppa Italia     | Coppa Italia     | Cupa Ligii          | Cupa Ligii          | Europa      | Europa      | Total   | Total  |
| 2007–08       | Inter Milano    | Serie A         | 8         | 1         | 3                | 0                | –                   | –                   | 0           | 0           | 11      | 1      |
| Spania        | Spania          | Spania          | Campionat | Campionat | Copa del Rey     | Copa del Rey     | Supercopa de España | Supercopa de España | Europa      | Europa      | Total   | Total  |
| 2008–09       | Atlético Madrid | La Liga         | 21        | 1         | 2                | 0                | –                   | –                   | 9           | 1           | 32      | 2      |
| Germany       | Germany         | Germany         | Campionat | Campionat | DFB-Pokal        | DFB-Pokal        | Altele              | Altele              | Europa      | Europa      | Total   | Total  |
| 2009–10       | Köln            | Bundesliga      | 26        | 2         | 4                | 1                | –                   | –                   | 0           | 0           | 30      | 3      |
| Portugalia    | Portugalia      | Portugalia      | Campionat | Campionat | Taça de Portugal | Taça de Portugal | Taça da Liga        | Taça da Liga        | Europa      | Europa      | Total   | Total  |
| 2010–11       | Sporting        | Primeira Liga   | 17        | 1         | 1                | 0                | 0                   | 0                   | 9           | 3           | 27      | 3      |
| Total         | Portugalia      | Portugalia      | 229       | 38        | 14               | 1                | 0                   | 0                   | 49          | 9           | 292     | 48     |
| Total         | Rusia           | Rusia           | 12        | 2         | 0                | 0                | 0                   | 0                   | 0           | 0           | 12      | 2      |
| Total         | Anglia          | Anglia          | 8         | 0         | 0                | 0                | 3                   | 0                   | 0           | 0           | 11      | 0      |
| Total         | Spain           | Spain           | 64        | 7         | 4                | 0                | –                   | –                   | 16          | 1           | 84      | 8      |
| Total         | Italia          | Italia          | 8         | 1         | 3                | 0                | 0                   | 0                   | 0           | 0           | 11      | 1      |
| Total         | Germania        | Germania        | 26        | 2         | 4                | 1                | –                   | –                   | 0           | 0           | 30      | 3      |
| Total carieră | Total carieră   | Total carieră   | 347       | 50        | 25               | 2                | 3                   | 0                   | 65          | 10          | 440     | 62     |

1 Include 2 meciuri în Supertaça Cândido de Oliveira și UEFA Super Cup

2 Include 2 meciuri în UEFA Super Cup și Cupa Intercontinentală

3 Include 5 meciuri în UEFA Cup și 2 în UEFA Intertoto Cup